# Metacatharsius perpunctatus
Metacatharsius perpunctatus là một loài bọ cánh cứng trong họ Bọ hung (Scarabaeidae).